# آنتونی لاپالیا
آنتونی لاپالیا (به انگلیسی: Anthony LaPaglia) (زاده ۳۱ ژانویه ۱۹۵۹) بازیگراسترالیایی است.
از فیلم‌های معروف او می‌توان به گویندگی در انیمیشن خوش قدم ۲ و بازی در فیلم‌هایی چون تحلیل آن، یک پلیس خوب، پاییز در نیویورک، سوابق امپراتور، چرخش بوریس، روانی، بازی کرد، فولاد سرد، آن زن گفت، آن مرد گفت، خانه شادی و آجیل مخلوط اشاره کرد.